# Inmigración libanesa en México
La Inmigración libanesa en México tuvo lugar principalmente en el siglo XX. Los mexicanos libaneses son el grupo de la etnia árabe más numeroso de México. [cita requerida]

## Historia

### sigloXIX

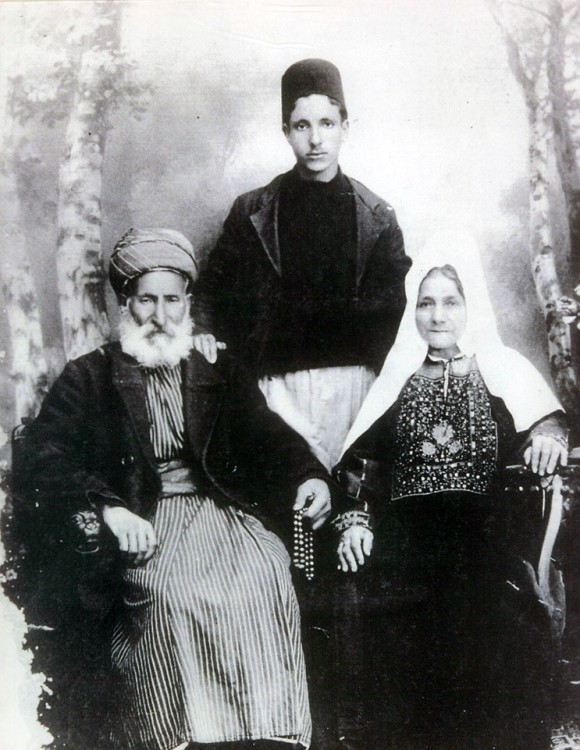
Familia cristiana palestina-libanesa in Belén, 1899, vemos a la mujer con el traje tradicional de "cabeza y cuerpo" de Belén, poco después de esta foto esta mujer de Belén junto a su esposo libanés se embarcaron rumbo a México, instalándose su hijo Elías Assaf. San Luis Potosí.

La primera gran migración de personas de la región levantina al continente americano llegó con la represión otomana sobre los cristianos libaneses en la región de Monte Líbano, un territorio reducido de tierras poco fértiles que causó hambrunas y destruyó su industria de la seda, los cristianos libaneses se vieron obligados a migrar en la búsqueda de una mayor libertad intelectual y comercial. El alto nivel educativo de la población cristiana formó una clase de profesionales que fueron bien recibidos en Europa y en América. La llegada de libaneses a México a partir de las dos últimas décadas del siglo XIX, coincidió con una política migratoria favorable al arribo de extranjeros, iniciada por el liberalismo e impulsada por Porfirio Díaz para lograr el desarrollo económico del país. México, junto con Estados Unidos, Brasil y Argentina, fueron los destinos preferidos para los migrantes libaneses en ese momento ya que promovían la migración y eran países principalmente cristianos.
El primer inmigrante libanés en llegar a los puertos de México directo desde el Viejo Mundo es el sacerdote Boutros Raffoul quien en 1878, llegó a Veracruz. La historia de la vida de Boutros Raffoul se cuenta principalmente de boca en boca, donde cuentan que la gente le mostraba respeto al saber que venía de las santas tierras del Medio Oriente y por la ayuda que daba a los pobres. En 1887 su familia perdió la comunicación postal con él hasta que ingresó a Guatemala. En 1888, para encontrarlo, llegó su hermano Philippe Raffoul, que nunca lo encontró; Decidió establecerse en Monterrey hasta su muerte en 1916.

### sigloXX

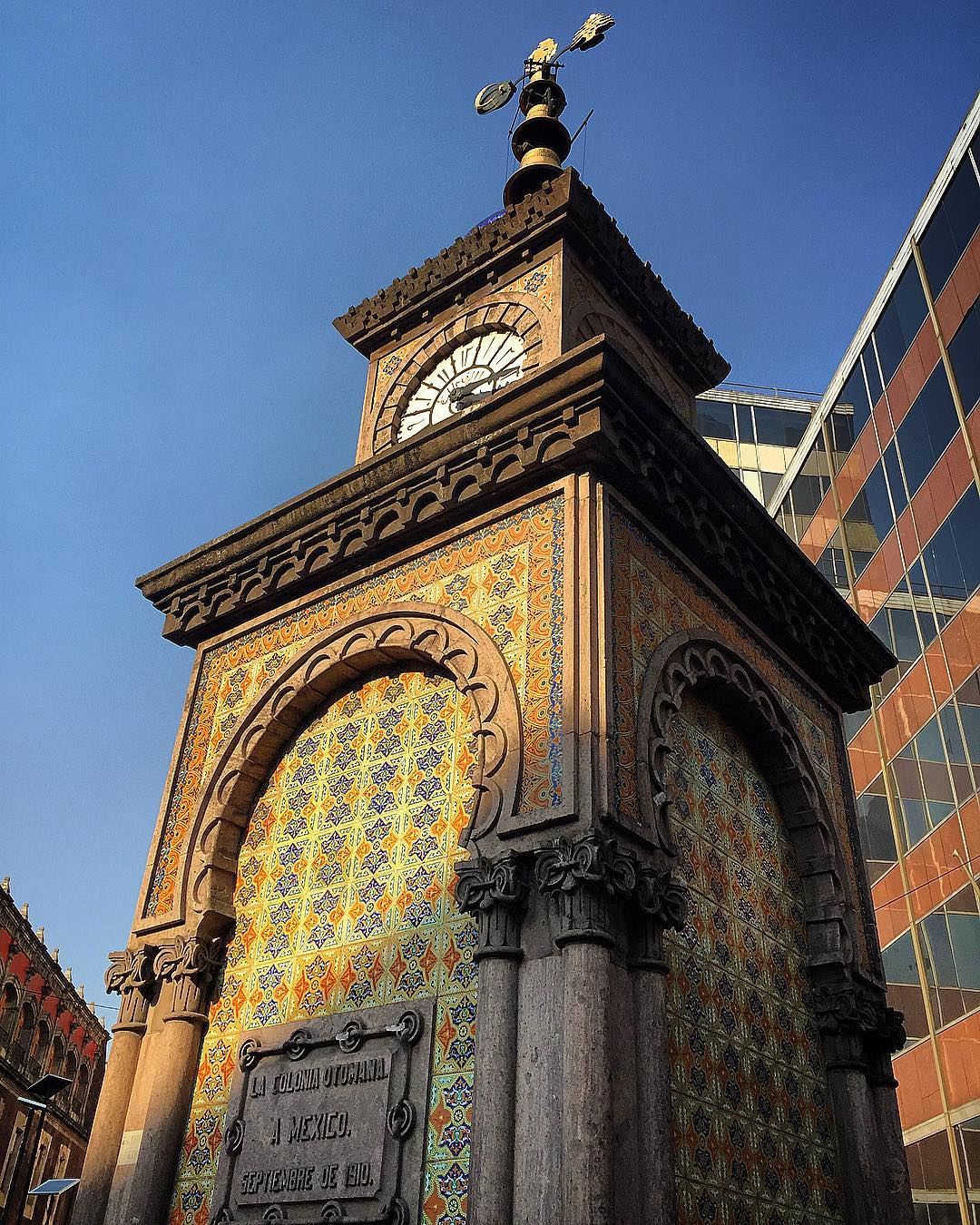
Reloj Otomano en el Centro Histórico de la Ciudad de México. Inaugurado en 1910 durante el Centenario de la Independencia Mexicana.

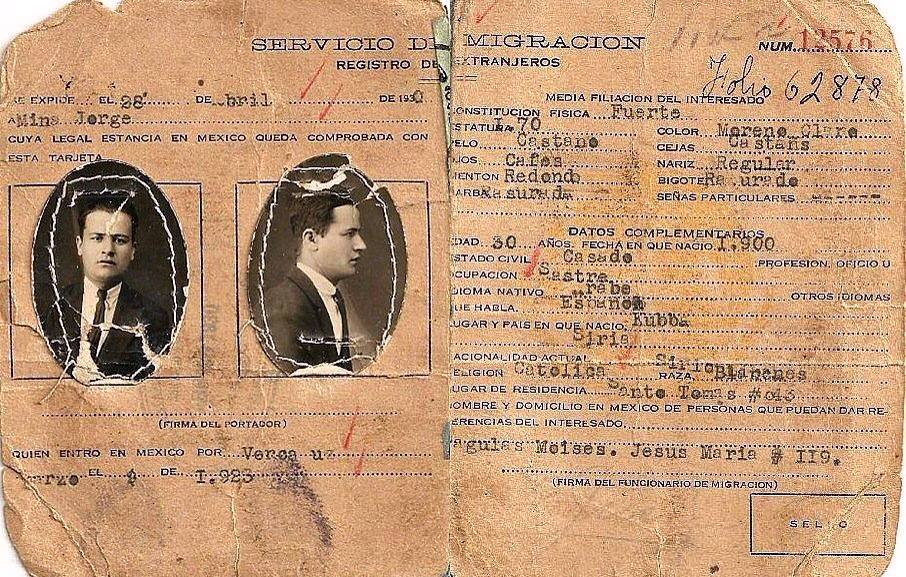
El registro de extranjero de un libanés que llegó a Veracruz, México en la década de 1920.

Después de la desintegración del Imperio Otomano, Líbano terminó con la producción artesanal y familiar preindustriales y con la forma tradicional de la propiedad de la tierra, La mayor ola de cristianos libaneses que emigraron a Europa y América ocurrió en el período previo a la Primera Guerra Mundial, cuando aumentó la hambruna y la mortalidad provocada por el asedio impuesto por el Imperio Otomano; después, el flujo migratorio continuó con 2000 libaneses llegando a México en solo el año de 1923. Durante este tiempo, la migración libanesa a México se debió a factores sociopolíticos y económicos y la mayoría eran hombres jóvenes, a veces niños o adolescentes. La mayoría huía del dominio turco, puesto que, desde 1516 hasta su derrota por los aliados europeos en 1918, De ser emigrantes pasaron a convertirse en inmigrantes, y sus descendientes completaron el proceso de adaptación, sin olvidar sus valores y algunas de sus costumbres.

#### 30s-60s
Durante la época de oro del cine mexicano, no solo hubo actores famosos y amados líbano-mexicanos que se hicieron conocidos, sino que se produjeron películas que contaban historias sobre los inmigrantes libaneses recién llegados a México. Los filmes más famosos son dos comedias donde Joaquín Pardavé, también con la responsabilidad de ser director, creó y representó el estereotipo del libanés inmigrante: El baisano Jalil (1942) y El barchante Neguib (1945). Aunque estas películas eran exageradas y cómicas, con los actores mexicanos hispanohablantes imitando los giros lingüísticos de los inmigrantes, ayudaron a informar a los mexicanos de la época sobre la afluencia de libaneses en la Ciudad de México.
Aparte de las películas que contaban historias de la comunidad, una gran cantidad de personajes en ese momento eran de ascendencia libanesa, muchos sin darlo a conocer a la audiencia mayoritaria con muchos cambiando sus nombres con apellidos hispanos. los más destacados de este grupo fueron Miguel Zacarías, Mauricio Garcés, Sara Matouk, Gaspar Henaine, Antonio de Hud, Elda Peralta, Marcela Fernández Violante, María Luisa, Santiago Reachi Fayad, Jorge Trade Reachi y Julián Issa.

#### Guerra civil libanesa
El último éxodo masivo de libaneses hacia México fue durante la guerra civil libanesa, desde 1976, difiere de las oleadas anteriores, los conflictos ocasionados a raíz de la guerra civil lo produjeron. en 1980, el recuento aproximado de libaneses mexicanos se estimó en más de 80,000.

## Cultura libanesa en México

### Gastronomía

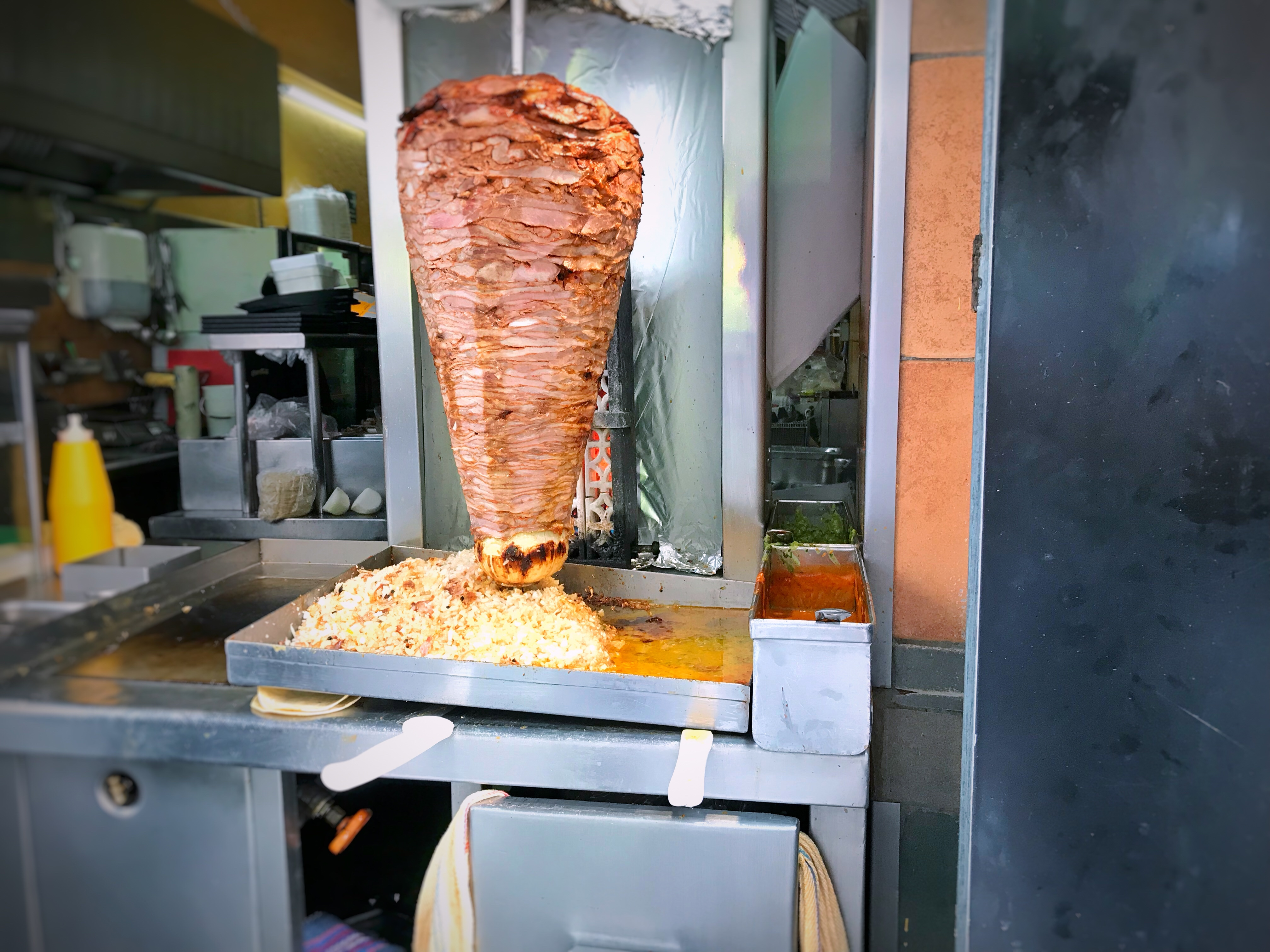
Al Pastor trompo

Productos libaneses en el centro histórico de la Ciudad de México.

Con la llegada de inmigrantes libaneses a México durante la década de los 20's, se intentó recrear el shawarma, un platillo popular de Medio Oriente, sustituyendo la carne de cordero por cerdo y marinándola con especias diferentes, lo que dio como resultado, el taco al pastor. Se desconoce cuándo comenzaron a prepararse tal y como hoy los conocemos, sin embargo, algunos coinciden que fue en la década de los 60's cuando se popularizaron.
Otro platillo que pasó a formar parte de la gastronomía mexicana, fue el Kibbeh levantino, un platillo a base de trigo que incluye una variedad de rellenos, este platillo en México se conoce como Kibi y es un platillo típico de la península de Yucatán.
Un plato de desayuno popular en algunas regiones de México son los huevos en cazuela o también conocidos como huevos árabes que son un plato influenciado por el Shakshuka, un plato originado en el norte de África otomano a mediados del siglo XVI que fue popularizado por los inmigrantes libaneses en México.
Las hojas de parra rellenas y la ensalada libanesa son platos vegetarianos populares en México, influenciado por la Dolma y el Fattoush. Estos dos platos son una mezcla de ingredientes, siendo estos ingredientes populares en la gastronomía mexicana y la gastronomía levantina como tomates, cebolla, cilantro, limón, frijoles, arroz, perejil y chile seco.
La torta árabe (también conocidas como camellos) es un plato mexicano mezclado con un estilo libanés popular en Tamaulipas y otras regiones de México. La torta en pan árabe debe llevar pan árabe calentado en plancha, frijoles, carne, cebolla, tomate, aguacate y cilantro.

### Religión

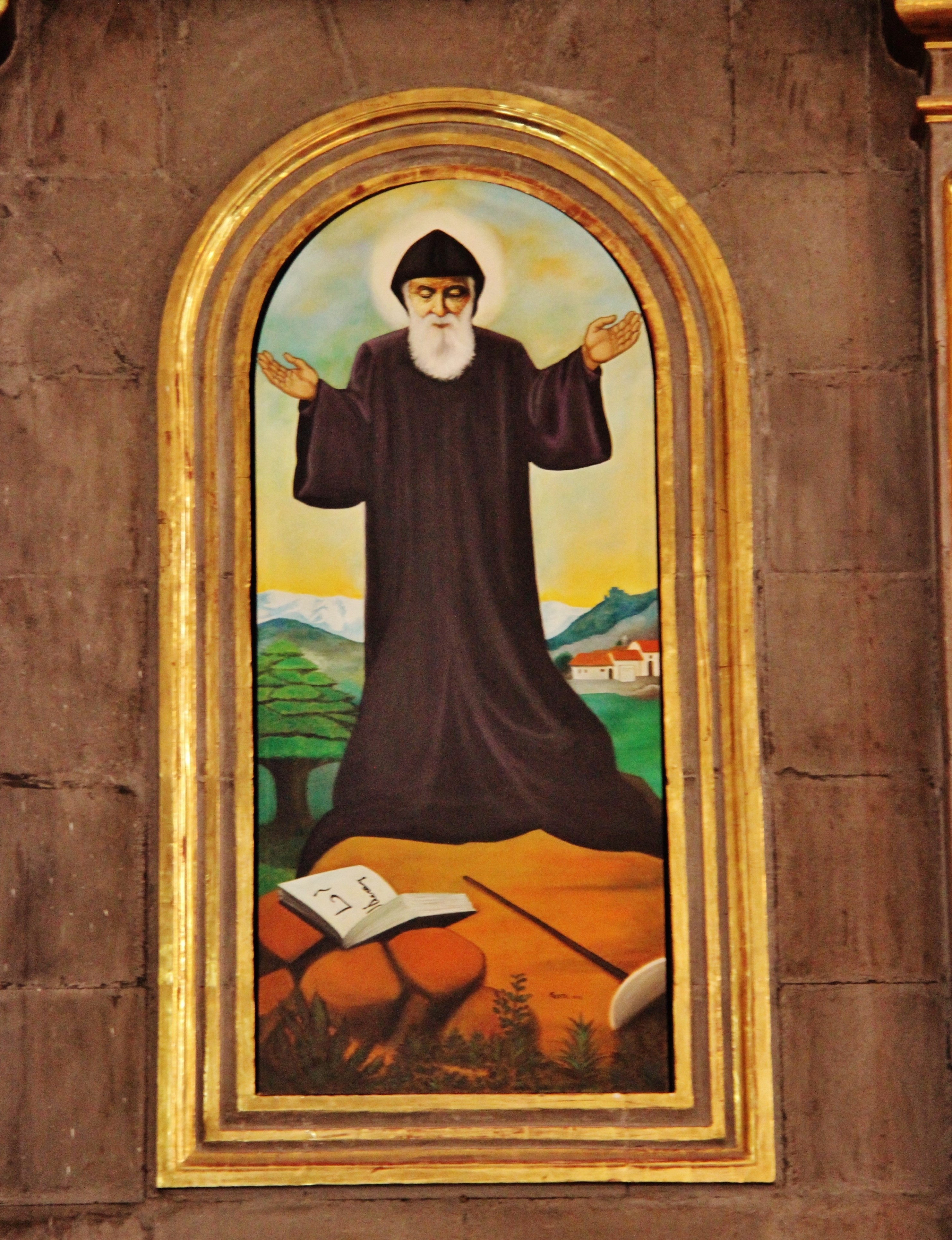
Cuadro de San Charbel en la Catedral Maronita de México y Santuario de San Charbel.

Uno de los principales elementos que permitió una buena integración de la comunidad libanesa en México fue la religión; A pesar de la diferencia de ritos, la mayoría de los libaneses que emigraron a México eran católicos, con un bajo flujo de inmigrantes libaneses de religión musulmana. El santo San Charbel Makhlouf, un monje cristiano maronita del siglo XIX traído por los inmigrantes libaneses cristianos se asimiló al cristianismo mexicano.
Debido al creciente número de emigrantes libaneses se hizo necesario formar una nueva estructura eclesiástica de la Iglesia Católica Maronita en México con la finalidad de organizar a los fieles maronitas en el país, en 1960 llegaron el abad Antonio Abiyunes y los sacerdotes Antonio Abou Sleiman y José Bustany. El 6 de noviembre de 1995 papa Juan Pablo II creó la eparquía maronita de México mediante la constitución apostólica Cum Christifideles, designando a la vez a su primer obispo eparca, Wadih Boutros Tayah. Hoy La eparquía cuenta con 7 parroquias; Catedral Nuestra Señora de Balvanera. Santuario de San Chárbel (Ciudad de México); Nuestra Señora del Líbano (Ciudad de México); San Pedro Apóstol (Guadalajara); San Chárbel (Chihuahua); Nuestra Señora del Líbano (Puebla de Zaragoza); San Chárbel (Saltillo) y San Chárbel (Veracruz). A partir de 2011, había alrededor de 80,000 mexicanos en la Iglesia Maronita, de los cuales el 94% eran de ascendencia libanesa, la quinta población maronita más grande del mundo

## Principales áreas de asentamiento

### Centro

#### Ciudad de México

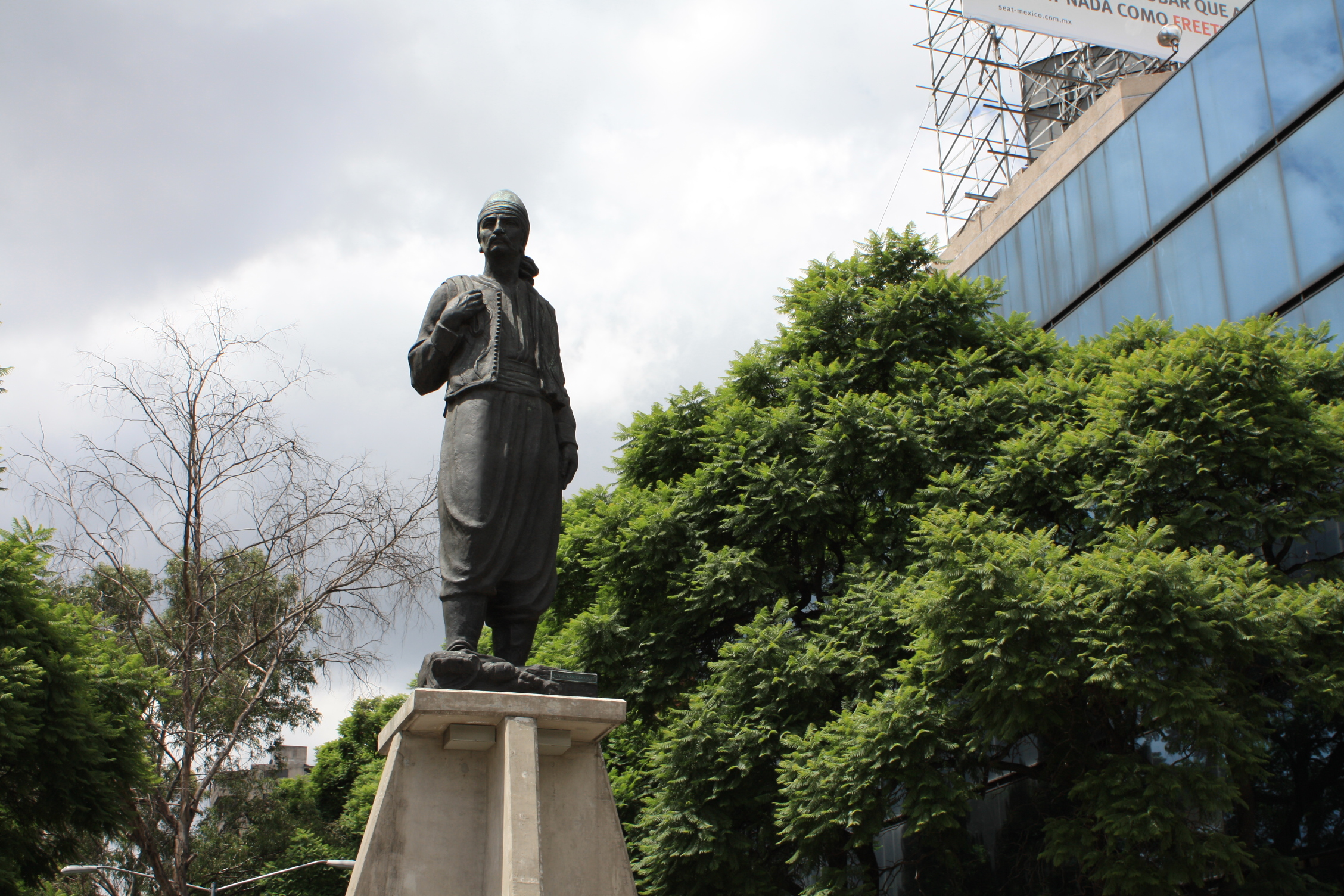
Monumento al Emigrante Libanés en Ciudad de México.

La Ciudad de México es el principal asentamiento de comunidades libanesas en todo el país, en esta ciudad se encuentran los principales centros de reunión de inmigrantes y las asociaciones más numerosas de las comunidades autónomas de Líbano, de las cuales destaca el Centro Libanés A.C .

#### Puebla
La ciudad de Puebla es otra ciudad importante de comunidad libanesa en México contando con más de 20.000 libaneses, en ella hay varios centros de reunión y asociaciones dedicados a la comunidad, como El Centro Mexicano Libanés, siendo inaugurado el 31 de diciembre de 1972 por el gobernador del Estado. También destaca el JOMALI, A.C. (Jóvenes Mexicanos de Ascendencia Libanesa), la Asociación de Jóvenes Libaneses más grande y estructurada del mundo estabilizándose en Puebla con reencuentros en todo el país.

#### Veracruz

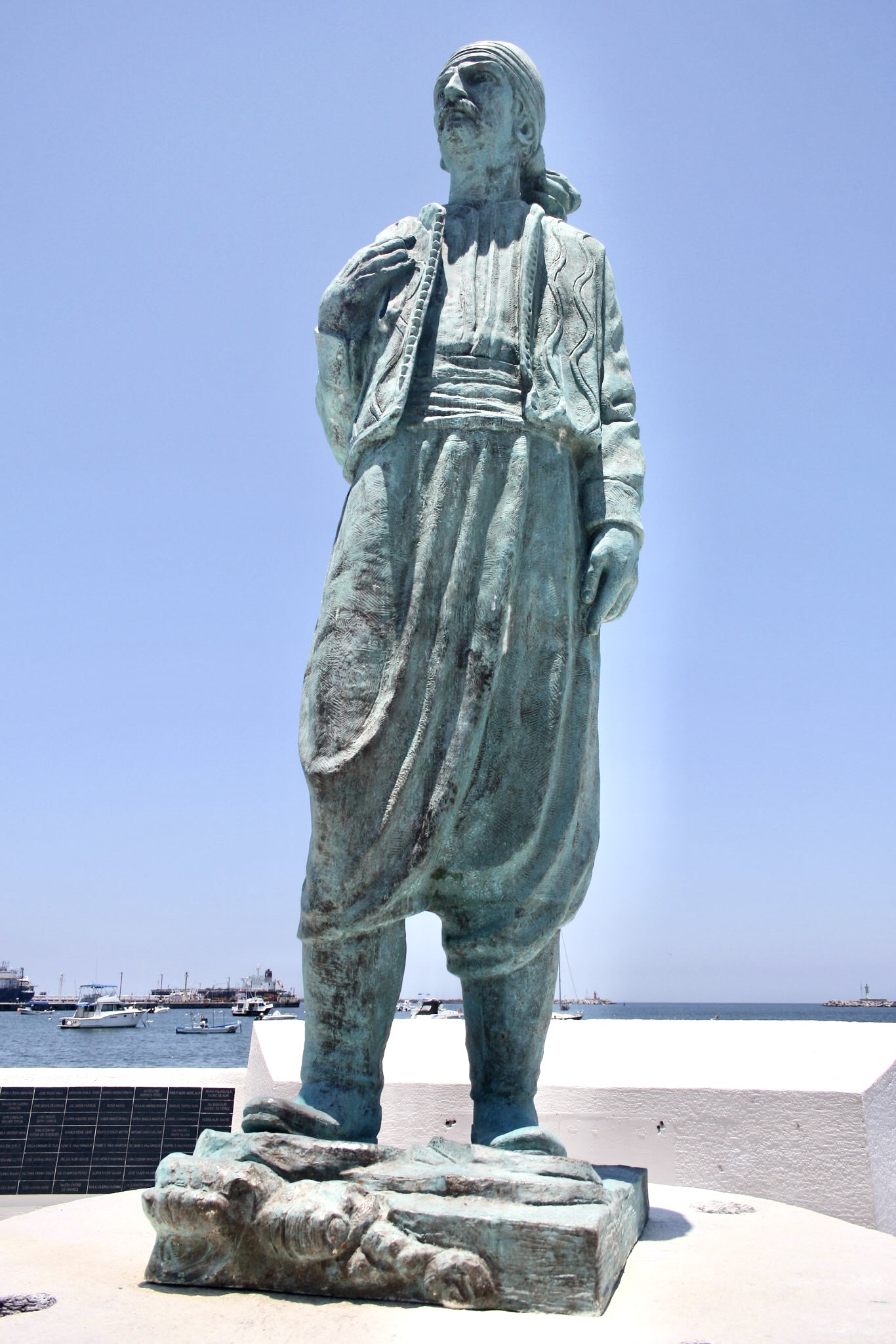
Monumento al Emigrante Libanés en el Malecón de Veracruz, México.

La ciudad de Veracruz, el primer hogar de muchos inmigrantes libaneses, sigue siendo uno de los lugares más importantes para los mexicanos de herencia libanesa. El puerto de Veracruz y Córdoba fueron las principales ciudades de asentamiento en Veracruz, aunque hay presencia en gran parte del largo y ancho del estado. La Plaza del Migrante Libanés en el malecón de la ciudad es un sitio muy importante para la comunidad en Veracruz. Esta plaza alberga una réplica de una estatua creada por el artista libanés-mexicano José Ramiz Barquet, que fue desplazada por primera vez en la Ciudad de México con la inauguración del Centro Cultural Libanés en la Ciudad de México en 1967. El propio país de Líbano solicitó que se colocara una copia de la estatua a lo largo del paseo marítimo de Beirut para representar el punto de partida de la mayor parte de la diáspora. Esta estatua, inaugurada a mediados de la década de 2000, se acopló a otra en Veracruz, que representa el punto de llegada. En Veracruz, la estatua se inauguró en 2007 junto con una plaza en honor a los migrantes del Medio Oriente. Se colocaron bloques de concreto en la forma abstracta de un cedro libanés icónico frente a la estatua, y un semicírculo cubierto con placas de metal colocó en su parte posterior. Las placas están grabadas con los nombres de unos 500 migrantes originales conmemorados por sus descendientes. Estos nombres incluyen los antepasados de personalidades como la actriz Salma Hayek, el excandidato presidencial José Antonio Meade y el empresario Carlos Slim. Cabe mencionar, se estima que el 80% de todos los inmigrantes libaneses que migraron a México llegaron al puerto de Veracruz, algunas personas importantes de origen libanes en Veracruz son los futbolistas Miguel Layún, Daniel Lajud y Samuel Cuburu, las actrices Angélica Chaín, Bibelot Mansur, y Salma Hayek, así como empresarios como Lázaro Chedraui de Chaya fundador de Chedraui y políticos como Mauricio Kuri, Tarek Abdalá Saad, Miguel Salim Alle, José Francisco Yunes Zorrilla. 

### Norte

#### Tamaulipas
La ciudad costera de Tamaulipas, Tampico, históricamente fue un destino importante para los inmigrantes libaneses en México, una de las asociaciones más conocidas en la ciudad es el Centro Libanés Mexicano de Tampico A.C..

### Sur

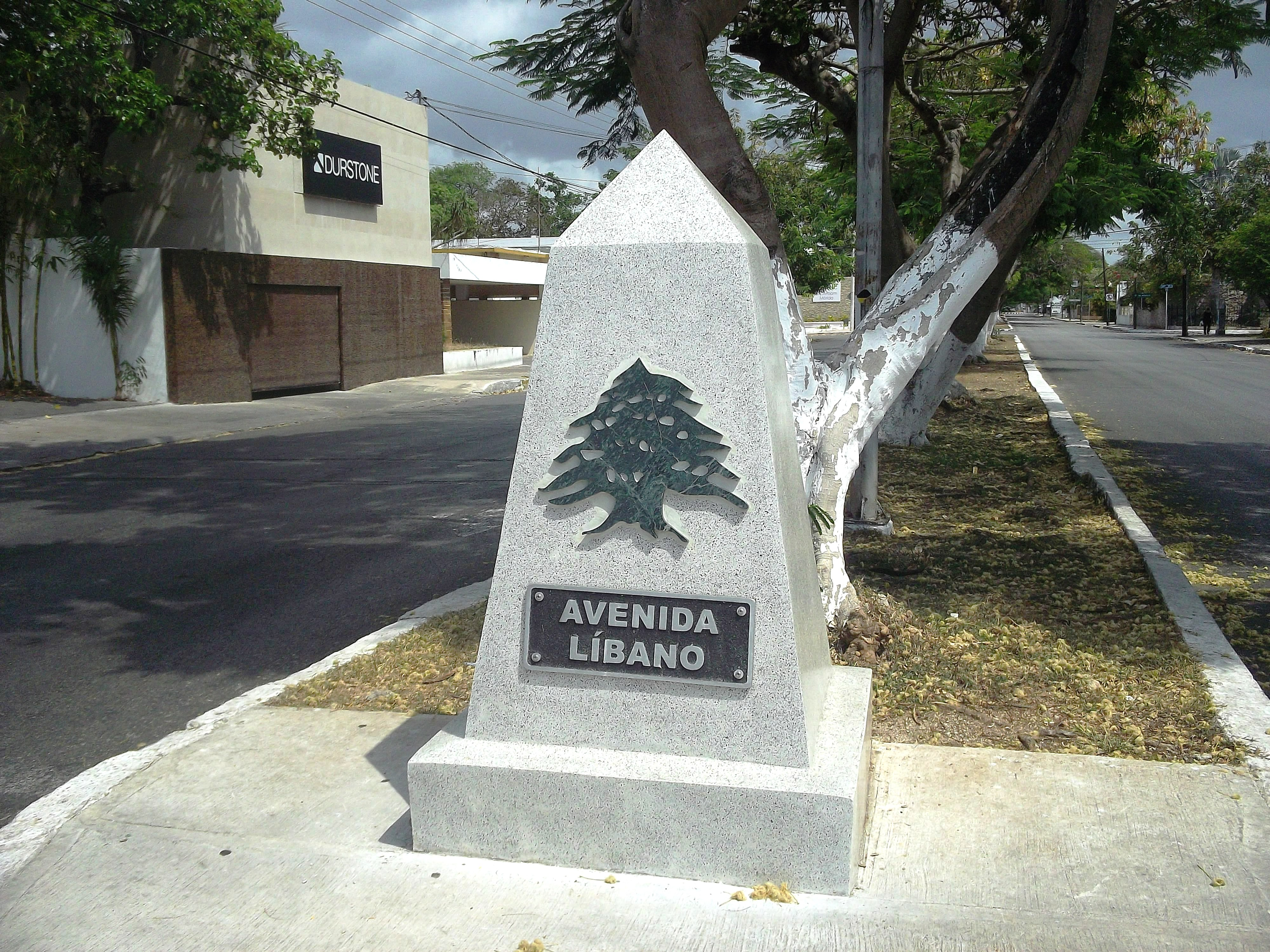
Avenida Líbano en Mérida, Yucatán.

#### Oaxaca
En la capital del estado de Oaxaca reside una importante comunidad de inmigrantes libaneses, em la ciudad existe la Asociación Libanesa de Oaxaca A.C., políticos, artistas, empresarios, comercientes y académicos forman parte de esta comunidad, en la cual existe un nutrido número de descendientes como los exgobernadores Murat, el empresario Alfredo Harp y la cantante Susana Harp Helú.

#### Yucatán
En la península de Yucatán, se encuentra la comunidad libanesa más grande de la región en la ciudad de Mérida y sus alrededores, una de las asociaciones civiles con el mayor número de miembros se ubica en la capital yucateca.

### En español
- Rebeca Inclán, Inmigración libanesa en México. Un caso de diversidad cultural, Instituto Nacional de Antropología e Historia, Ciudad de México, Oct 25, 1994.
- Patricia Jacobs Barquet, Los inmigrantes libaneses y su innovadora aportación al comercio en México*, Instituto Nacional de Antropología e Historia, Ciudad de México, Oct 25, 2019.
- MARTÍNEZ ASSAD CARLOS, Los libaneses inmigrantes y sus lazos culturales desde México, Instituto Nacional de Antropología e Historia, Ciudad de México, Feb 26, 2010.

- Datos: Q15055500
- Multimedia: Lebanese diaspora in Mexico / Q15055500